# Duivelsbergcircuit
Der Duivelsbergcircuit, auch Circuit Duivelsberg oder kurz Duivelsberg genannt, ist eine Rallycross-Strecke am Fuße des Duivelsbergs (dt. Teufelsbergs) in Maasmechelen-Opgrimbie, in der Provinz Limburg der Region Flandern in Belgien.

## Geschichte

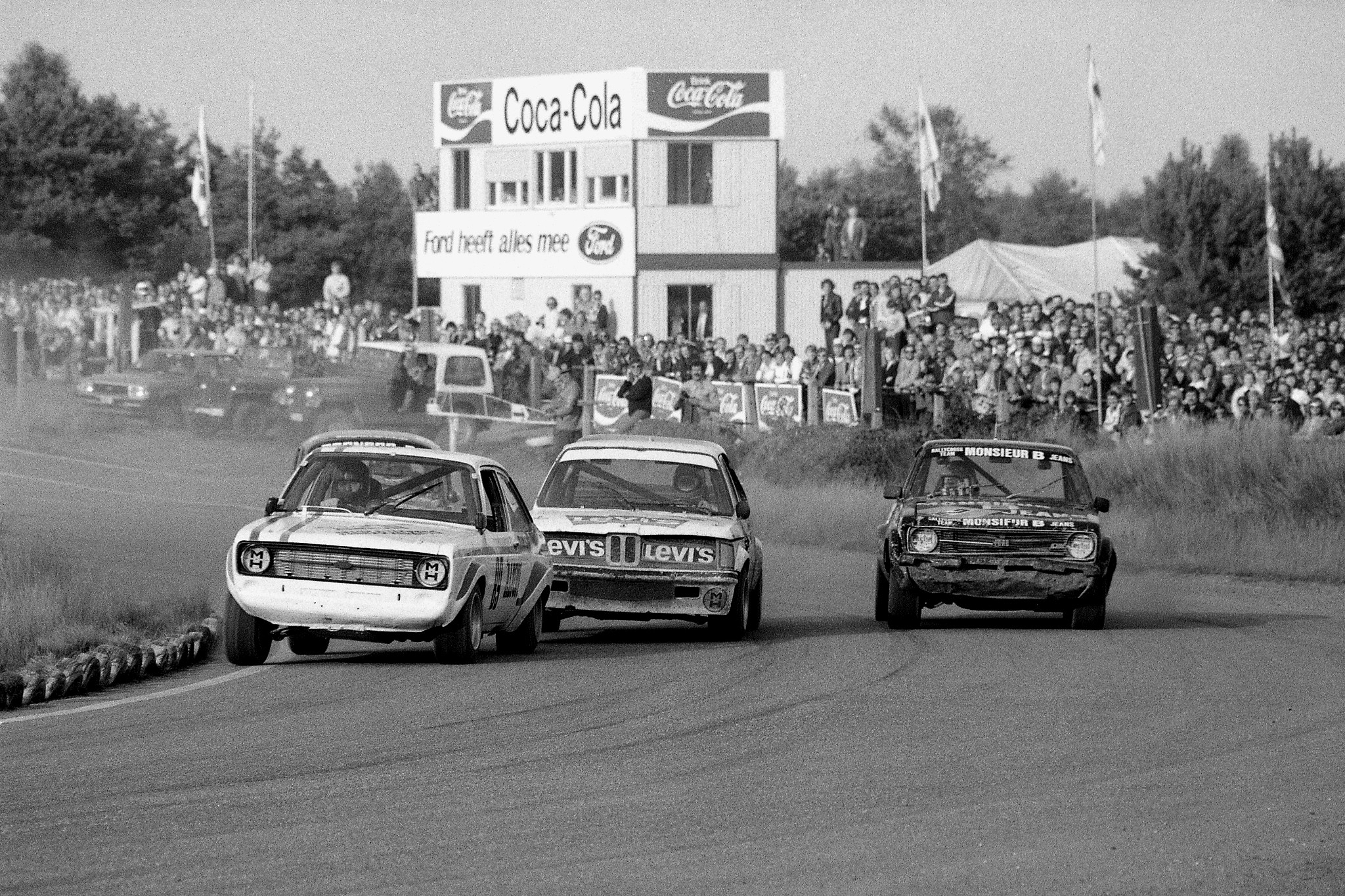
Der Niederländer Jan de Rooy führt im Oktober 1979 ein Starterfeld auf dem Duivelsbergcircuit in die erste Runde

Seit 1971 finden Off-Road-Rennen mit Autos auf dem Duivelsberg statt, anfänglich noch unter dem Namen Rally Race. Nachdem 1972 die ersten Asphalt-Abschnitte fertiggestellt waren, ging es unter dem Begriff Rallycross weiter. Im Juni 1973 wurde der dritte Rallycross-EM-Lauf der Motorsport-Geschichte in Maasmechelen ausgetragen und vom Österreicher Franz Wurz gewonnen. Da das belgische Königshaus in unmittelbarer Nähe der Rennstrecke eine Sommerresidenz hat, mussten die Renntermine über mehrere Jahrzehnte hinweg immer mit der königlichen Administration abgestimmt werden.
Ende 2019 war die Lizenz für die motorsportliche Nutzung der Rennstrecke abgelaufen. Nach Angaben der Umweltinspektion wurde die Erneuerung der Lizenz zu spät beantragt, sodass keine weiteren Aktivitäten stattfinden durften. Nach einer vierjährigen Zwangspause fanden 2024 erneut Rennen auf nationalem Niveau statt. Für 2025 stehen wieder Läufe zur Deutschen und zur Niederländischen Rallycross Meisterschaft auf dem insgesamt acht Rennwochenende umfassenden Terminkalender.

## Veranstaltungen
Von 1973 bis 2012 fand insgesamt 33-mal die belgische Runde der European Rallycross Championships auf dem Kurs statt. Ferner werden die Belgischen Rallycross Meisterschaften und Läufe zur Niederländischen Rallycross Meisterschaft dort ausgefahren.
Zwischen 2010 und 2019 war die Strecke in neun Jahren Saisonstation für die Deutsche Rallycross Meisterschaft, für 2025 steht erneut ein DRX-Lauf dort auf dem Terminkalender.

## Sonstiges
Die Strecke besteht zu 60 % aus Asphalt (engl. sealed surface) und zu 40 % aus Schotter (engl. loose surface) und besitzt eine Breite von 12 bis 17 Metern. Der Arena-artig angelegte Rundkurs ist übersichtlich und kann von fast allen Zuschauerplätzen aus komplett überblickt werden.